# Kleinhennersdorf
Kleinhennersdorf je vesnice, místní část obce Gohrisch v německé spolkové zemi Sasko. Nachází se v zemském okrese Saské Švýcarsko-Východní Krušné hory a má 255 obyvatel.

## Historie
Kleinhennersdorf byl založen ve středověku jako lesní lánová ves. V písemných pramenech je roku 1439 poprvé uváděn jako Wyndesche Heynersdorff. Do poloviny 15. století náležel k Českému království. Úřední název Kleinhennersdorf je používán od roku 1875. V letech 1974–1990 byl součástí obce Papstdorf. Roku 1990 se znovu osamostatnil, ale již v roce 1994 se spojil s Cunnersdorfem a Papstdorfem a vytvořily společně novou obec Gohrisch.

## Geografie
Vesnice leží v pískovcové oblasti Saského Švýcarska. Rozkládá se na svazích vrchů Kleinhennersdorfer Stein (392 m), Vorderer Laasenstein (398 m) a Kohlbornstein (378 m) podél potoka Liethenbach, který ústí v Krippenu do potoka Krippenbach.

## Pamětihodnosti
- hrázděné a podstávkové domy
- milníky